# Семынин, Александр Петрович
Александр Петрович Семынин (род. 6 апреля 1939, Москва) — советский и российский скульптор. Заслуженный художник Российской Федерации (2001).

## Биография
Родился 6 апреля 1939 года в Москве в семье писателя Петра Андреевича Семынина. После начала Великой Отечественной войны семья была в эвакуации в Чистополе, затем переехали в Алма-Ату. Вернувшись в Москву после войны, поселились у Даниловского рынка.
В 1946 году Александр Семынин пошёл в среднюю школу. Большое впечатление на юного Александра произвело посещение Третьяковской галереи. В 9 лет отец отвёл его в городской дом пионеров около метро «Чистые пруды» (ныне переулок Огородная Слобода дом 5), где он стал заниматься скульптурой в студии Александра Васильевича Попова. Окончил школу в 1956 году.
В 1957 году подал документы в Московское высшее художественно-промышленное училище (МВХПУ), но не добрал одного балла и был без экзаменов принят в Ленинградское высшее художественно-промышленное училище имени В. И. Мухиной.. Проучившись там один год, в 1958 году был переведён на 2-й курс МВХПУ. Учился у Г. И. Мотовилова, Г. А. Шульца, С. Л. Рабиновича, А. С. Кондратьева. Окончил МВХПУ в 1962 году.
С 1965 года принимал участие в художественных выставках. Член Союза художников СССР с 1966 года. В 1976 году принял участие в международном симпозиуме по дереву в Мораванах (Чехословакия).
В 2000—2010-х годах преподавал на факультете изобразительных искусств Московского городского педагогического университета.

## Творчество
В ранние годы А. П. Семынин активно участвовал в молодёжных выставках с произведениями в различных стилях и жанрах. В более поздний период творчества занимался преимущественно мемориально-декоративной пластикой и произведениями на историческую тему.
С конца 1970-х годов работал над образом Сервантеса. В работе над ним художник менял материалы, манеру лепки, размеры скульптуры. На Зональной выставке московских художников 1980 года он представил деревянную статую Сервантеса, сидящего в кресле, а в 1985 выполнил скульптуру Сервантеса в литом металле. На Московской зональной выставке 1985 года он представил монументальный полуфигурный портрет В. И. Ленина.
В скульптурной композиции «Россия молодая» (Пётр I и Витус Беринг, 1985) показан реальный исторический эпизод подписания Пётром I указа о 1-й Камчатской экспедиции Витуса Беринга. Для скульптора было важно изобразить внутреннее состояние Петра, который к тому моменту был тяжело больным. Контрастом к нему является бодрый, энергичный образ Беринга, крепко стоящего на ногах.
В деревянной скульптурной группе «Материнство», представленной на международном симпозиуме по дереву в Мораванах, показана игра матери с младенцем. Скульптор наделяет эту игру высоким жизненным смыслом.

## Работы
Станковые произведения

Памятник труженикам тыла в Кузнецке

- Портрет маршала Тухачевского (1965, литой алюминий, 65×67×37) — Музей Победы[2][8]
- Эстонские рыбаки (1967, кованый алюминий, 140×130×120) — Союз художников РСФСР[2]
- Семья (1969, литой алюминий, 125×137×120) — Союз художников РСФСР[2]
- Обнажённая (1970, дерево, 165×56×42)[2]
- Витус Беринг (1971—1972, гипс, 206×94×90)[2]
- Сервантес (1972—1973, гипс, 142×130×76)[2]
- Портрет А. И. Герцена (1973, кованая медь, 56×51×49) — Государственный художественный музей Алтайского края, Барнаул[2]
- Заонежские лесорубы (1974, дерево, 140×129×106)[2] — Привольненская картинная галерея[9]
- Материнство (1976, дерево, 132×108×88) — Мораваны (Чехословакия)[2]
- Пётр I (1978, медь, гальванопластика, 28×15×22) — Государственный Русский музей[10]
- Сервантес (1978, дерево, 152×92×90) — Союз художников РСФСР[2]
- Пётр I и Витус Беринг (1985, медь, 95×80×75) — Государственный Русский музей[7]
- Сервантес (1985, бронза, литьё, 90×30×35, 55×39×40) — Ивановский областной художественный музей[11]
- М. В. Ломоносов (1986, бронза, медь, литьё, ковка, 114×61×84) — Калининградский областной музей изобразительных искусств[12]
- Портрет старого большевика Н. М. Осьмова (1987, медь латунированная, 32х25х26, 8х18х16 — постамент) — Государственный музейно-выставочный центр «РОСИЗО»[13]
- Пётр I (1991, гальваника, гальванопластика, 114х61х84) — Калининградский областной музей изобразительных искусств[14]
- В. А. Пьецух (2016, бронза, 40×22×25) — Государственный Русский музей[15]
- А. А. Кабаков (2017, бронза, 42×22×27) — Государственный Русский музей[16]
- Е. А. Попов (2017, бронза, 39×19×25) — Государственный Русский музей[17]
- Ф. М. Достоевский (2019, бронза, 28×13×21) — Государственный Русский музей[18]
- Диоген. В поисках человека (2020, бронза, 13×9×14) — Государственный Русский музей[19]

Монументальные произведения
- Пристенные композиции в интерьерах санатория «Солнечный луч» в Адлере на античный сюжет «Аргонавтов» (1984, дерево, совместно со скульптором Д. Л. Шмуйловичем)[4]
- Памятник труженикам тыла в Кузнецке (1995)[20]
- Памятник А. Ф. Кони в сквере перед зданием социологического факультета Московского государственного университета[21] (1998, архитектор А. А. Великанов; в 2024 году перемещён к зданию юридического факультета)
- Горельефы над правой аркой западного фасада Храма Христа Спасителя — два ангела с церковными хоругвями, наклонёнными крестообразно (1999, воссоздание работы А. В. Логановского)[22][23]
- Рельефы на фасаде храма Успения Пресвятой Богородицы на Успенском Вражке (2003, воссоздание)[24]

## Семья
- Жена — Татьяна Рафаиловна Волк (род. 1942) — заведующая лабораторией кристаллооптики ИК РАН, доктор физико-математических наук, профессор[25].